# Beyond Magnetic
Beyond Magnetic és un EP realitzat per la banda estatunidenca Metallica. Fou publicat el 13 de desembre de 2011 per Warner Bros., originalment de forma exclusiva via descàrrega digital per iTunes, coincidint amb els concerts de celebració del 30è aniversari de la banda i on van estrenar una nova cançó en els quatre concerts especials. Les quatre cançons van ser enregistrades en les sessions de Death Magnetic però que finalment no s'hi van incloure. Coincidint amb el Record Store Day de 2012 van editar una versió de l'EP en vinil.
La gravació de les cançons es van produir en els estudis "Sound City Studios" de Los Angeles, als "Shangri La" de Malibu i "HQ" de San Rafael, als Estats Units. Les vendes del disc van superar les 200.000 unitats als Estats Units, i va arribar al lloc 32 de la llista d'àlbums.

## Llista de cançons
Totes les lletres escrites per James Hetfield, totes les cançons foren compostes per Metallica.
| Núm.          | Títol                | Durada |
| ------------- | -------------------- | ------ |
| 1.            | «Hate Train»         | 6:59   |
| 2.            | «Just a Bullet Away» | 7:11   |
| 3.            | «Hell and Back»      | 6:57   |
| 4.            | «Rebel of Babylon»   | 8:01   |
| Durada total: | Durada total:        | 29:08  |

## Crèdits
Metallica
- James Hetfield – cantant, guitarra rítmica
- Kirk Hammett – guitarra solista
- Robert Trujillo – baix
- Lars Ulrich – bateria

Producció
- Rick Rubin – producció
- Lindsay Chase – coordinació producció
- Kent Matcke – coordinació producció
- Greg Fidelman – enregistrament
- Mike Gillies – enregistrament
- Sara Lyn Killion – ajudant d'enregistrament
- Joshua Smith – ajudant d'enregistrament
- Adam Fuller – ajudant d'enregistrament
- Vlado Meller – masterització
- Anton Corbijn – fotografia i disseny